# Agenda 2000
Die Agenda 2000 war ein umfangreiches Aktions- und Reformprogramm der Europäischen Union zur Stärkung der Gemeinschaftspolitik im Hinblick auf die bevorstehende Ost-Erweiterung der EU 2004. Die Agenda 2000 wurde auf dem Europäischen Rat der Staats- und Regierungschefs vom 24. bis 26. März 1999 auf dem EU-Sondergipfel in Berlin in der Form von etwa zwanzig Rechtstexten verabschiedet. Erste konzeptionelle Grundlagen unter diesem Namen waren am 16. Juli 1997 durch die Europäische Kommission erarbeitet worden und am 17. März 1998 durch detaillierte Legislativentwürfe ergänzt.

## Reform der Agrarpolitik

### Hintergrund
Die Gemeinsame Agrarpolitik (GAP) wurde bereits bei der Gründung der Europäischen Wirtschaftsgemeinschaft (EWG) 1957 in die Verträge aufgenommen. Ziel war, die Versorgung der Bevölkerung mit Lebensmitteln sicherzustellen und Hungerperioden, die während und nach den beiden Weltkriegen existierten, zu verhindern.
Um die Produktion zu steigern wurden unter anderem die folgenden Maßnahmen beschlossen:
- Die Preise für die landwirtschaftlichen Produkte wurden von der EG garantiert. Produkte, die für den garantierten Preis (Interventionspreis) nicht abgesetzt werden konnten, wurden von staatlichen Stellen aufgekauft.
- Die EG garantierte die Abnahme grundsätzlich aller hergestellten landwirtschaftlichen Produkte (Abnahmegarantie).
- Da die Weltmarktpreise geringer waren, wurden die Lebensmittel bei der Einfuhr mit Abgaben belegt, die die Differenz ausglichen. Außerdem wurde eine Obergrenze für die Einführung landwirtschaftlicher Produkte eingeführt.

Seit Mitte der 80er Jahre führte dieses System zur Überproduktion von Lebensmitteln, da die marktwirtschaftlichen Mechanismen außer Kraft gesetzt wurden: Je mehr ein Landwirt produzierte, umso mehr Geld verdient er. Außerdem führte der technische Fortschritt zu einer weiteren Erhöhung der Erträge. Die Überschüsse wurden entweder stark subventioniert auf dem Weltmarkt verkauft, vernichtet oder eingelagert.
Mit der Osterweiterung sind zudem neue Staaten hinzugekommen, die stark landwirtschaftlich geprägt sind. Dies machte eine Reform unumgänglich.
In der Folge betrugen die Kosten durch die Gemeinsame Agrarpolitik wieder rund 50 Prozent des EU-Haushaltes.

### Reform
Die Stützpreise für Rindfleisch sollten um etwa 30 %, für Getreide um 20 % und Milch um 15 % gesenkt werden. Die Entkopplung der Preise musste spätestens bis zum 1. Januar 2007 erfolgen, es war den Mitgliedsstaaten aber freigestellt bereits im Jahre 2005 damit zu beginnen. Der Einkommensverlust sollte durch Direktzahlungen, die unabhängig von der produzierten Menge sind, (zumindest teilweise) ausgeglichen werden.
Außerdem sollten Umweltziele in der Landwirtschaft stärker berücksichtigt werden. Die Agenda sieht die Aufgabe der Landwirte hauptsächlich in der Landschaftspflege, erst als sekundäres Ziel wird die Produktion von Lebensmitteln genannt. Verstoßen Landwirte gegen geltende Tier-, Umwelt oder Arbeitsschutzauflagen müssen diese mit Kürzungen von bis zu einem Viertel der Prämien rechnen. Ländliche Regionen sollen in Zukunft stärker gefördert werden.
Durch die Maßnahme, die Preise zu senken und hohe Qualität zu fördern, hofft die Europäische Union Lebensmittelskandale wie BSE und die Maul- und Klauenseuche zu verhindern und die Überproduktion zu verringern. Die Landwirte sollen ihre Produktion mehr an den Bedürfnissen des Marktes ausrichten als bisher.

## Reform der Regionalpolitik
Mit der Agenda 2000 wurde außerdem eine Reform der Regionalpolitik beschlossen, die allerdings wesentlich weniger weitreichend war als die Reform der Agrarpolitik. Hauptziel der Reform war die bessere Ausnutzung der Mittel.

Die Regionalpolitik hat die Aufgabe, die Lebensverhältnisse innerhalb der Union anzupassen.

### Finanzrahmen
Um eine Kostenexplosion nach der Osterweiterung zu verhindern, wurden die Zahlungen im Zeitraum zwischen dem Jahr 2000 und dem Jahr 2006 auf 213 Milliarden Euro begrenzt. Davon entfallen 195 Milliarden Euro auf die Strukturfonds und 18 Milliarden Euro auf die Kohäsionsfonds. Bundeskanzler Gerhard Schröder erreichte als amtierender Ratspräsident nicht, die deutschen Nettozahlungen an die EU im Rahmen eines strikten Sparkurses wesentlich zu verringern wie zuvor mehrfach gefordert.